# Grand Prix automobile de Rome 1932
Le Grand Prix automobile de Rome 1932 (VIII Reale Premio di Roma) est un Grand Prix qui s'est tenu sur le Circuito del Littorio le 24 avril 1932 et disputé par quatre classes : les véhicules de moins de 1 100 cm3 (voiturettes), les véhicules de moins de 2 000 cm3, les véhicules de moins de 3 000 cm3 et les véhicules de plus de 3 000 cm3. 
En raison du trop faible nombre d'inscrits dans les véhicules de plus de 3 000 cm3, les deux dernières classes courent dans la même manche qualificative. Les deux premiers de la première classe se qualifient pour la manche finale, auxquels s'ajoutent les quatre premiers des deuxième, troisième et quatrième classe et les quatre meilleurs issus d'une manche de repêchage.

## Première manche

### Classement de la course
| Pos. | no  | Pilote              | Écurie       | Châssis            | Tours | Temps/Abandon              | Grille |
| ---- | --- | ------------------- | ------------ | ------------------ | ----- | -------------------------- | ------ |
| 1    | 18  | Louis Decaroli      | Privé        | Salmson            | 25    | 46 min 58 s 6 (127,7 km/h) |        |
| 2    | 12  | Giuseppe Tuffanelli | Privé        | Maserati Tipo 26 C | 25    | + 2 min 27 s 2             |        |
| 3    | 14  | Giuseppe Furmanik   | Privé        | Maserati 4CM       | 25    | + 4 min 33 s 6             |        |
| 4    | 16  | « Martinatti »      | Privé        | Salmson            | ?     |                            |        |
| 5    | 6   | Albino Pratesi      | Privé        | Salmson            | ?     |                            |        |
| Abd. | 8   | Filippo Ardizzone   | P. Ardizzone | Delage 2LCV        | 13    | Radiateur                  |        |
| Abd. | 10? | Luigi del Re        | Privé        | Lombard AL3        | 10    | Suralimentation            |        |
| Np.  | 2   | Francesco Matrullo  | Privé        | Maserati Tipo 26 C |       | Non partant                |        |
| Np.  | 4   | Gerolamo Ferrari    | Privé        | Maserati Tipo 26 C |       | Non partant                |        |

- Légende: Abd.=Abandon ; Np.=Non partant

## Deuxième manche

### Classement de la course
| Pos. | no | Pilote                 | Écurie                       | Châssis            | Tours | Temps/Abandon             | Grille |
| ---- | -- | ---------------------- | ---------------------------- | ------------------ | ----- | ------------------------- | ------ |
| 1    | 24 | Giovanni Minozzi       | Privé                        | Bugatti Type 35C   | 25    | 41 min 7 s 0 (145,9 km/h) |        |
| 2    | 32 | Emilio Romano          | Privé                        | Bugatti Type 35C   | 25    | + 57 s 0                  |        |
| 3    | 22 | Stanisław Czaykowski   | Privé                        | Bugatti Type 35C   | 25    | + 1 min 53 s 0            |        |
| 4    | 40 | Gianfranco Comotti     | Scuderia Ferrari             | Alfa Romeo 6C 1750 | 25    | + 1 min 55 s 4            |        |
| 5    | 42 | Giuseppe Savi          | Privé                        | Maserati Tipo 26 B | 25    | + 2 min 32 s 2            |        |
| 6    | 36 | Paolo Cantono          | Privé                        | Bugatti Type 37A   | 25    | + 2 min 49 s 0            |        |
| 7    | 26 | « Rover »              | Lelio Pellegrini Quarantotti | Itala Tipo 65 s/c  | 25    | + 3 min 6 s 8             |        |
| 8    | 28 | Anne-Cecile Rose-Itier | Mme Rose-Itier               | Bugatti Type 37A   | 25    | + 6 min 48 s 4            |        |
| Abd. | 34 | Giuseppe D'Agata       | Privé                        | Maserati           | 17    | Problèmes moteur          |        |
| Abd. | 44 | Domenico Cerami        | D. Rosso Principe di Cerami  | Maserati Tipo 26 B | 11    | Mécanique                 |        |
| Abd. | 20 | Guido Sebastiani       | Privé                        | Maserati Tipo 26   | 0     | Suralimentation           |        |
| Np.  | 42 | Guglielmo Peri         | Privé                        | Bugatti            |       | Non partant               |        |
| Np.  | 44 | « Petroni »            | Privé                        | Bugatti            |       | Non partant               |        |

- Légende: Abd.=Abandon ; Np.=Non partant

## Troisième manche

### Classement de la course
| Pos. | no | Pilote                      | Écurie                    | Châssis            | Tours | Temps/Abandon              | Grille |
| ---- | -- | --------------------------- | ------------------------- | ------------------ | ----- | -------------------------- | ------ |
| 1    | 66 | Luigi Fagioli               | Officine Alfieri Maserati | Maserati Tipo V5   | 25    | 37 min 33 s 4 (159,8 km/h) |        |
| 1    | 50 | Achille Varzi               | Privé                     | Bugatti Type 51    | 25    | 37 min 47 s 0 (158,8 km/h) |        |
| 2    | 50 | Piero Taruffi               | Scuderia Ferrari          | Alfa Romeo Monza   | 25    | + 30 s 8                   |        |
| 3    | 64 | Heinrich-Joachim von Morgen | Privé                     | Bugatti Type 51    | 25    | + 46 s 8                   |        |
| 4    | 46 | Luigi Castelbarco           | Privé                     | Maserati Tipo 26 M | 25    | + 1 min 6 s 4              |        |
| 5    | 48 | René Dreyfus                | Officine Alfieri Maserati | Maserati 8C 2800   | 25    | + 1 min 7 s 0              |        |
| Abd. | 60 | Carlo Cazzaniga             | Privé                     | Bugatti Type 35B   | 4     | Mécanique                  |        |
| Abd. | 58 | Clemente Biondetti          | Privé                     | MB Spéciale        | 2     | Embrayage                  |        |
| Np.  | 52 | Amedeo Ruggeri              | Officine Alfieri Maserati | Maserati 8C 2800   |       | Panne mécanique aux essais |        |
| Np.  | 56 | Cesare Renzi                | Privé                     | Bugatti Type 35B   |       | Non partant                |        |
| Np.  | 56 | Archimede Rosa              | Privé                     | Bugatti Type 35B   |       | Non partant                |        |

- Légende: Abd.=Abandon ; Np.=Non partant

## Manche de repêchage

### Classement de la course
| Pos. | no | Pilote                 | Écurie                       | Châssis            | Tours | Temps/Abandon              | Grille |
| ---- | -- | ---------------------- | ---------------------------- | ------------------ | ----- | -------------------------- | ------ |
| 1    | 48 | René Dreyfus           | Officine Alfieri Maserati    | Maserati 8C 2800   | 25    | 38 min 35 s 0 (155,5 km/h) |        |
| 2    | 42 | Giuseppe Savi          | Privé                        | Maserati Tipo 26 B | 25    | + 4 min 9 s 4              |        |
| 3    | 26 | « Rover »              | Lelio Pellegrini Quarantotti | Itala Tipo 65 s/c  | 25    | + 5 min 16 s 0             |        |
| 4    | 28 | Anne-Cecile Rose-Itier | Mme Rose-Itier               | Bugatti Type 37A   | 25    |                            |        |
| Abd. | 26 | Paolo Cantono          | Privé                        | Bugatti Type 37A   | 4     |                            |        |

- Légende: Abd.=Abandon

## Manche finale

### Classement de la course
| Pos. | no | Pilote                      | Écurie                       | Châssis            | Tours | Temps/Abandon                  | Grille |
| ---- | -- | --------------------------- | ---------------------------- | ------------------ | ----- | ------------------------------ | ------ |
| 1    | 66 | Luigi Fagioli               | Officine Alfieri Maserati    | Maserati Tipo V5   | 60    | 1 h 30 min 45 s 2 (158,7 km/h) |        |
| 2    | 54 | Piero Taruffi               | Scuderia Ferrari             | Alfa Romeo Monza   | 60    | + 29 s 0                       |        |
| 3    | 64 | Heinrich-Joachim von Morgen | Privé                        | Bugatti Type 51    | 60    | + 2 min 4 s 0                  |        |
| 4    | 50 | Achille Varzi               | Privé                        | Bugatti Type 51    | 60    | + 6 min 32 s 0                 |        |
| 5    | 22 | Stanisław Czaykowski        | Privé                        | Bugatti Type 35C   | 60    | + 6 min 40 s 2                 |        |
| 6    | 24 | Giovanni Minozzi            | Privé                        | Bugatti Type 35C   | 60    | + 6 min 55 s 2                 |        |
| 7    | 46 | Luigi Castelbarco           | Privé                        | Maserati Tipo 26 M | 60    | + 7 min 9 s 8                  |        |
| 8    | 40 | Gianfranco Comotti          | Scuderia Ferrari             | Alfa Romeo 6C 1750 | 60    | + 12 min 10 s 8                |        |
| 9    | 24 | « Rover »                   | Lelio Pellegrini Quarantotti | Itala Tipo 65 s/c  | 59    | + 1 tour                       |        |
| Nc.  | 48 | René Dreyfus                | Officine Alfieri Maserati    | Maserati 8C 2800   | ?     |                                |        |
| Nc.  | 42 | Giuseppe Savi               | Privé                        | Maserati Tipo 26 B | ?     |                                |        |
| Np.  | 32 | Emilio Romano               | Privé                        | Bugatti Type 35C   |       | Valve                          |        |
| Nq.  | 18 | Louis Decaroli              | Privé                        | Salmson            |       | Minimas non atteints           |        |
| Nq.  | 12 | Giuseppe Tuffanelli         | Privé                        | Maserati Tipo 26 C |       | Minimas non atteints           |        |

- Légende: Nc.=Non classé ; Np.=Non partant ; Nq.=Non qualifiés

## Pole position et record du tour
- Pole position : pas de données.
- Meilleur tour en course
  - Groupe 1 (1 100 cm3) :  Giuseppe Furmanik (Maserati) en 1 min 47 s 4 (134,1 km/h).
  - Groupe 2 (2 000 cm3) :  Giovanni Minozzi (Bugatti) en 1 min 32 s 0 (156,5 km/h).
  - Groupe 3 (3 000 cm3) :  Heinrich-Joachim von Morgen (Bugatti) en 1 min 27 s 4 (164,8 km/h).
  - Groupe 4 (+ 3 000 cm3) :  Luigi Fagioli (Maserati) en 1 min 27 s 6 (164,4 km/h).
  - Repêchage :  René Dreyfus (Maserati) en 1 min 29 s 0 (161,8 km/h) aux quatrième et douzième tours.
  - Final :  Luigi Fagioli (Maserati) en 1 min 26 s 0 (167,4 km/h) au deuxième tour.